# Mateusz Ornano-Chiaratelli

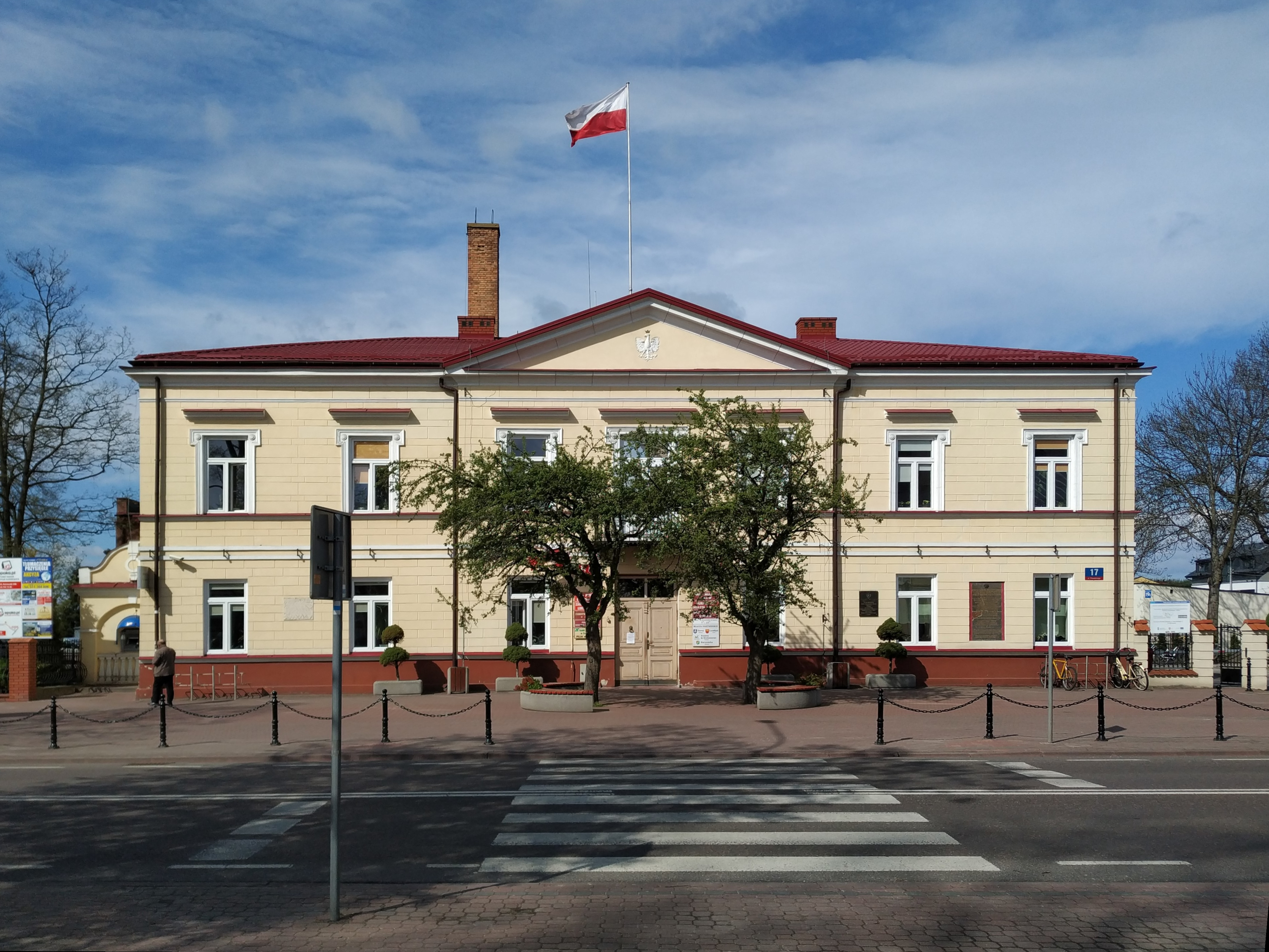
Budynek będący obecnie siedzibą Starostwa Powiatowego i Urzędu Miasta w Łukowie, wybudowany w połowie XIX w. wg projektu Mateusza Ornano-Chiaratellego

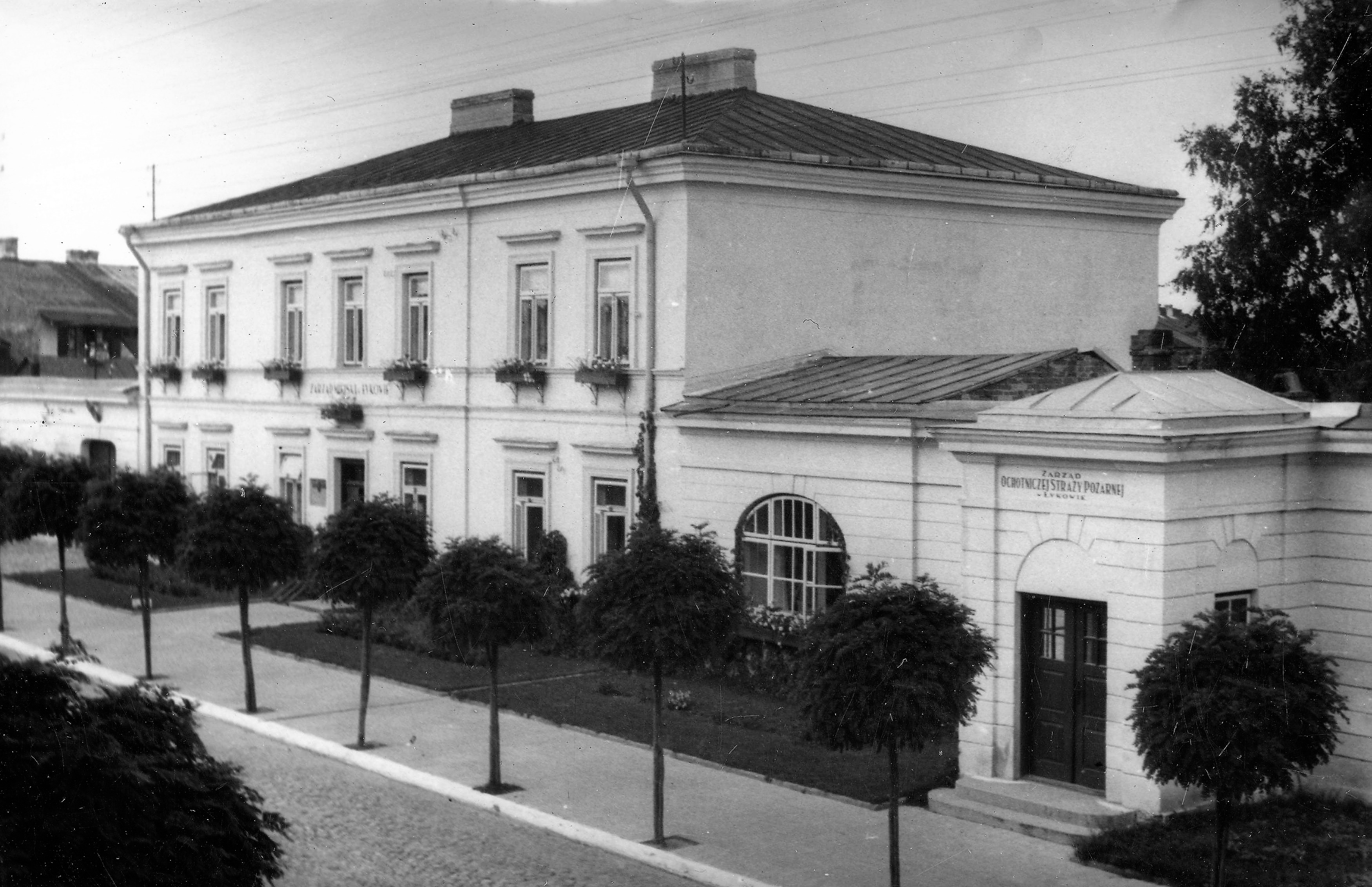
Nieistniejący budynek magistratu miasta Łukowa (ratusz); zdjęcie wykonano przed 1939 r.

Mateusz Ornano-Chiaratelli, inne wersje imienia i nazwiska: Giovanni Matteo, Mathieu; Chiararelli, Chiaratelli, Chiaratelli-Ornano (ur. 2 listopada 1788 w Bocognano, zm. 17 lutego 1873 w Łukowie) – korsykański oficer, architekt i budowniczy pochodzenia włoskiego, osiadły w Królestwie Kongresowym.

## Życiorys
Urodził się 2 listopada 1788, najprawdopodobniej w Bocognano. Był jednym z pięciorga rodzeństwa, a jego rodzina miała włoskie pochodzenie. Później twierdził, że jest krewnym Napoleona I Bonapartego. Jego matka była bowiem spokrewniona z rodem Ornanów, który wszedł w koligacje z rodziną Buonapartów. W 1804 r. zdecydował się na karierę wojskową. Służbę rozpoczął jako Mathieu Chiaratelli we francuskim korpusie saperów, a trzy lata później został oficerem armii napoleońskiej. Uczestniczył w wojnie w Hiszpanii i Portugalii oraz w inwazji na Rosję w 1812 r. Zabezpieczał odwrót armii Bonapartego, walczył pod Dreznem. Był odznaczony Krzyżem Oficerskim Legii Honorowej. W 1811 r. awansował do stopnia kapitana, a Napoleon osobiście nagrodził go pałaszem honorowym i białą chustą na lewą rękę. Po udziale w bitwie pod Lipskiem trafił do rosyjskiej niewoli. 
Po uwolnieniu przez Rosjan zdecydował się zatrzymać w Zamościu, gdzie zaoferowano mu stanowisko naczelnika fortyfikacji. Pełnił je w latach 1814–1816. Po krótkiej pracy w Lublinie został konduktorem budownictwa przy Komisji Rządowej Spraw Wewnętrznych i Policji w Warszawie. W latach 1826–1831 był budowniczym obwodu ostrołęckiego. Po wybuchu powstania listopadowego, 14 lutego 1831, wstąpił w szeregi powstańców. Walczył pod Płońskiem i Szymanowem, wziął udział w obronie Warszawy i Modlina. Dostał się znów do niewoli rosyjskiej, z której zwolniono go 28 listopada 1831. W 1834 r. powrócił na dwa lata do pracy w Ostrołęce, ale za warunek postawiono mu złożenie przysięgi na wierność Rosji.
Dnia 6 września 1836 r. Mateusz Ornano-Chiaratelli objął funkcję budowniczego obwodu (powiatu) łukowskiego, którą sprawował aż do 5 grudnia 1865 r. Według jego projektu wzniesiono gmach Starostwa Powiatowego w Łukowie (obecnie przy ul. Piłsudskiego 17), a także przebudowano nieistniejący obecnie budynek ratusza. Zaprojektował też m.in. gmach urzędu powiatowego w Garwolinie. W latach 1859–1871 pracował przy rozbudowie twierdzy w Dęblinie. Zmarł 17 lutego 1873 r. w Łukowie i tam został pochowany.

## Rodzina
Podczas urlopu w 1810 roku poślubił w Ajaccio Martę Marię Sari, która zmarła wkrótce po urodzeniu pierwszego dziecka – syna Francesca. Już po zamieszkaniu na ziemiach polskich ożenił się ponownie z Wiktorią Pomorską. Mieli córkę Paulinę i syna Jana.